# احمد کچ
احمد کچ (به ترکی استانبولی: Ahmet Koç) نوازندهٔ باغلاما اهل ترکیه است.احمد کوچ یا به تلفظ دقیق تر ” آحمِت کوچ ” موزیسین و نوازندهٔ باغلاما می‌باشد . متولد سال ۱۹۶۰ بوده و هم‌اکنون به عنوان آهنگساز ، تنظیم کننده ، نوازنده و مدرس دانشگاه در وزارت فرهنگ کشور ترکیه شاخته می‌شود. کوچ به عنوان شناخته شده‌ترین هنرمند ترکیه ایست که توانسته است تا بین موسیقی مدرن و کلاسیک پیوندی ناگسستنی ایجاد کند. او در سال ۱۹۷۹ و در سن ۱۹ سالگی وارد دانشکدهٔ فنی استانبول شد و و به مدت ۱۲ سال به مطالعه روی شاخه‌های مختلف موسیقی از جمله موسیقی غربی پرداخت.
در سال ۱۹۹۵ در پروژه ساخت مجموعهٔ ۷ شاخه گل میخک یا همان Yedi Karanfil  که مجموعه ای کم نظیر در بین آثار اصیل و کلاسیک ترکیه بشمار می‌رود ؛ در سری سوم هفت شاخه گل میخک به عنوان تنظیم کننده حضور بهم رساند. که بعدها ۷ قطعه از آن در آلبوم شخصی او با عنوان ” نغمه های راه ” قرار گرفت. دو سال پس از انتشار اولین آلبوم رسمی او با عنوان Yediveren Anadolu ” آنادولی سر سبز ” که مجموعه ای از آثار کلاسیک ترکی بود ، در سال ۱۹۹۷ تک آهنگی با عنوان Dinle ” گوش بسپار ” با خوانندگی شبنم پکر به عنوان نمایندهٔ کشور ترکیه در مسابقهٔ آواز یورو ویژن شرکت کرد که هرچند مقام سوم را کسب کرد اما نقطهٔ اوجی برای کوچ بود چرا که صدای باغلاما نواختن او بیشتر از صدای پکر خودنمایی نمود. در سال ۱۹۹۸ دومین آلبوم رسمی وی با نام Yol Türküleri ” نغمه های راه ” از او منتشر شد که این آلبوم هم بیشتر رنگ و بوی ترکی داشت اما در سال ۲۰۰۵ آلبوم Paradoks ” تضاد ” از او به بازار آمد و همانطور که اسم آلبوم گویای آن بود مجموعه ای از موسیقی‌های پاپ و کلاسیک خارجی به همراه ملودی‌های ترکی در آن قرار گرفته بود که با ساز باغلاما اجرا می شد. همین آمیختگی شرقی و غربی باعث جلت توجهات بسیاری در داخل و خارج از ترکیه شد و نقطهٔ عطفی برای این هنرمند به حساب آمد. سال بعد آلبوم Sağanak ” رگبار ” در قالب دو دیسک از او منتشر شد. و یکسال بعد از آن یعنی در سال ۲۰۰۷ آلبومی از وی با نام Sözün Bittiği Yer ” جایی که کلام باز می ماند ” به بازار آمد که جزو یکی از محبوب‌ترین و بهترین آلبوم‌های او می‌باشد .
پس ۵ سال احمد کوچ با استایل و قیافه ای جدید که به کلی تغییر کرده بود با آلبوم Renkli ” رنگین ” بازگشت و هواداران خود را با جدیدترین و زیباترین کارهایش متحیر نمود. در این آلبوم سه هنرمند دیگر نیز به عنوان خوانندهٔ میهمان حضور داشتند که موزیک ویدئوهای این سه آهنگ نیز پخش گردید. احمد کوچ در حال حاضر به اجراهای زنده در سرتاسر اروپا مشغول است و در مواقع فراغت به تدریس باغلاما و گیتار می‌پردازد.

## آلبوم‌ها
- Yediveren Anadolu (۱۹۹۶) (آنادولی حاصلخیز)
- Yol Türküleri (۱۹۹۷) (ترانه‌های راه)
- Paradoks (۲۰۰۴) (پارادوکس)
- Sağanak (۲۰۰۶) (رگبار)
- Sözün Bittiği Yer (۲۰۰۷) (جایی که حرف تمام می‌شود)

## کلیپ‌ها
- Derde Boyu Kavaklar (۱۹۹۸)
- Surf Rider (۲۰۰۵)
- Hasta Siempre (۲۰۰۵)
- Mission Impossible (۲۰۰۶)